# DMC
DMC (англ. Dollfus-Mieg and Company) — текстильна компанія заснована у французькому місті Мюлуз в 1746 році Жан-Генрі Долфу (фр. Jean-Henri Dollfus).

## Історія компанії
23-річний художник Жан-Генрі Долфу, разом із двома друзями Жаном-Жаком Шмальцером (фр. Jean-Jacques Schmalzer) та Самюелем Коечлемом (фр. Samuel Koechlin), займались ручним розписом індійських тканин. Попит на подібні тканини був великий, тому компанія швидко вийшла на міжнародний рівень.

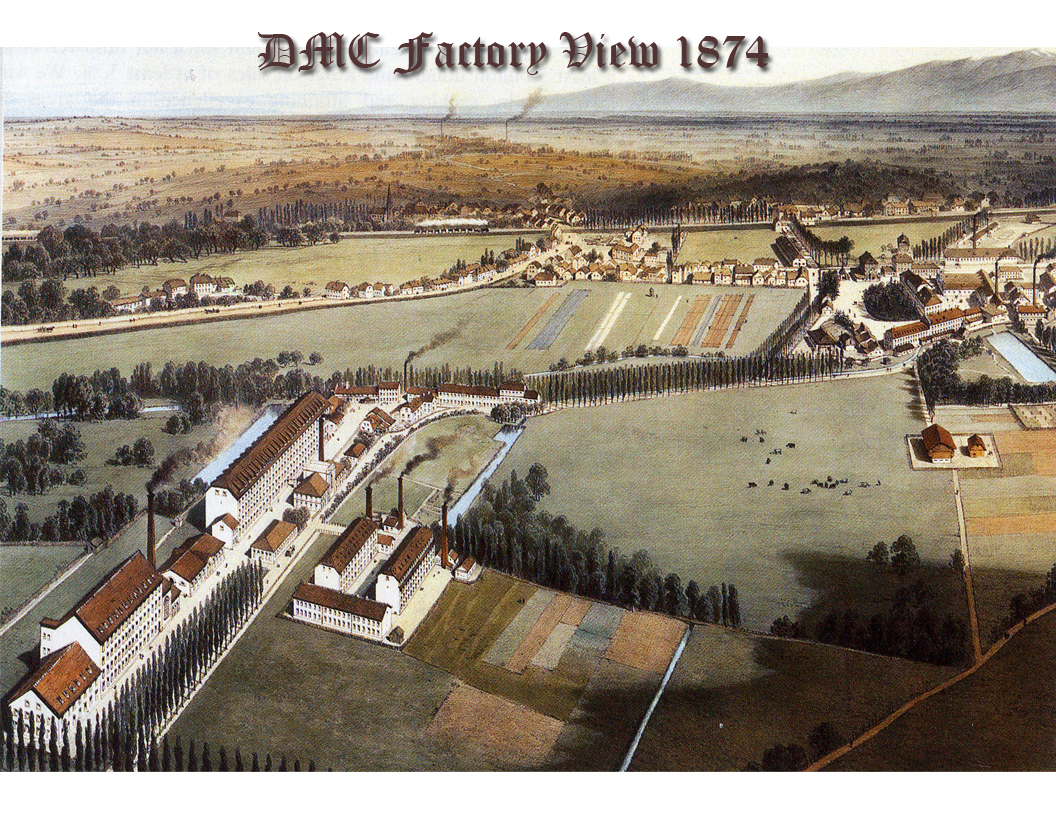
Фабрика DMC у Мюлуз 1874 р.

Наприкінці 18 століття племінник Жана-Генрі Долфу, Даніель Долфу очолив бізнес. Навесні 1800 року він одружився з Енн-Марі Мег (фр. Anne-Marie Mieg) і додав її прізвище до свого в назві компанії. Так з'явилась назва Dollfys-Mieg & Compagnie, або D.M.C.

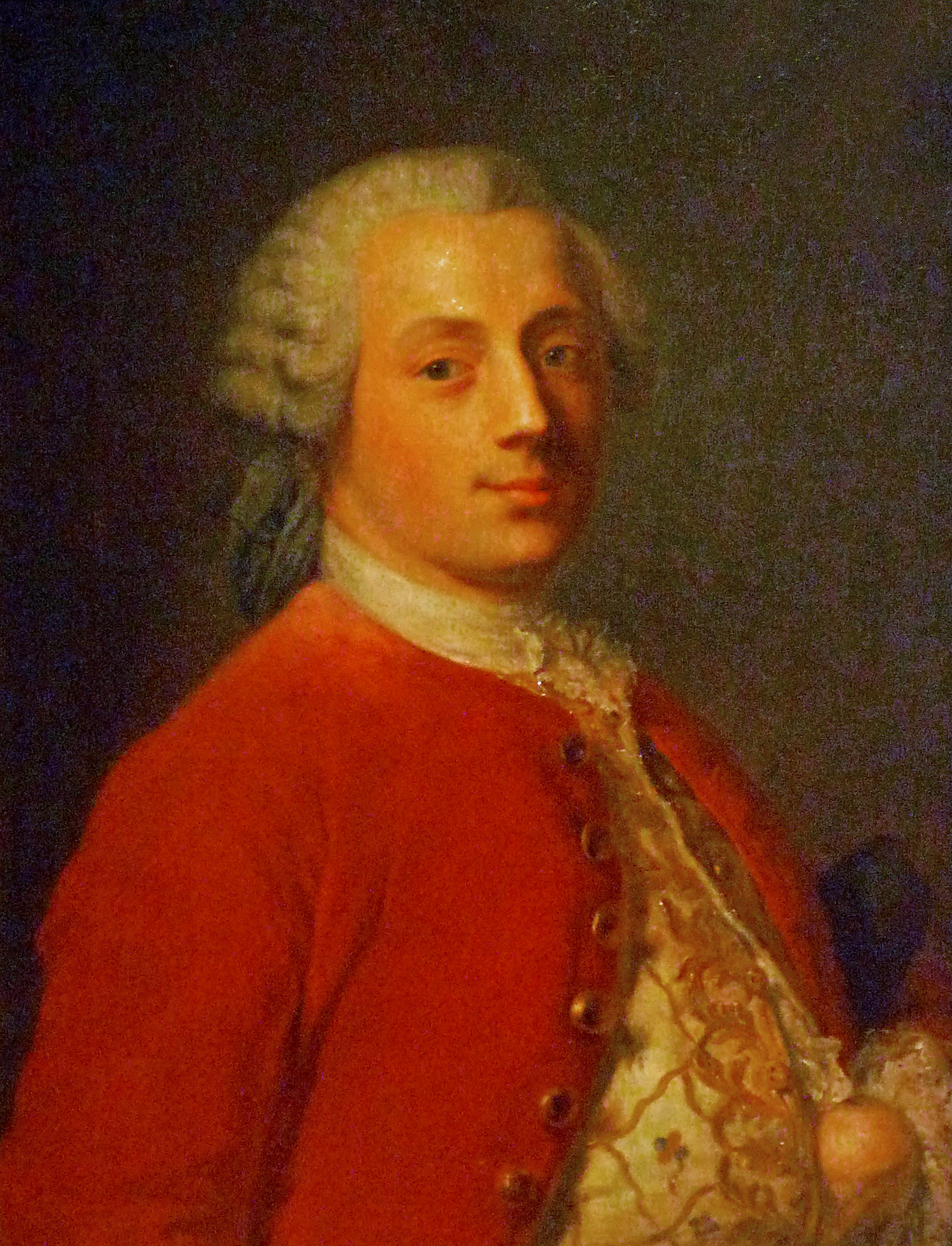
Жан-Генрі Долфу

Ще за часів навчання в Лідсі Даніель дізнався про винахід хіміка Джона Мерсера — мерсеризацію. Процес мерсерізації полягав у тому, що тканина короткочасно оброблялась концентрованим розчином лугу, завдяки чому нитка ставала більш яскравою та міцною. Після впровадження мерсерізації у виробництво фабрики Долфу почали випускати високоякісну бавовняну нитку.
У 1880 році компанія призупинила виробництво тканин і зосередила всі зусилля на нитках для вишивання. Цьому передувало знайомство Жана Долфу з австрійською вишивальницею Терезою фон Ділмонт (фр. Theresa von Dillmont).

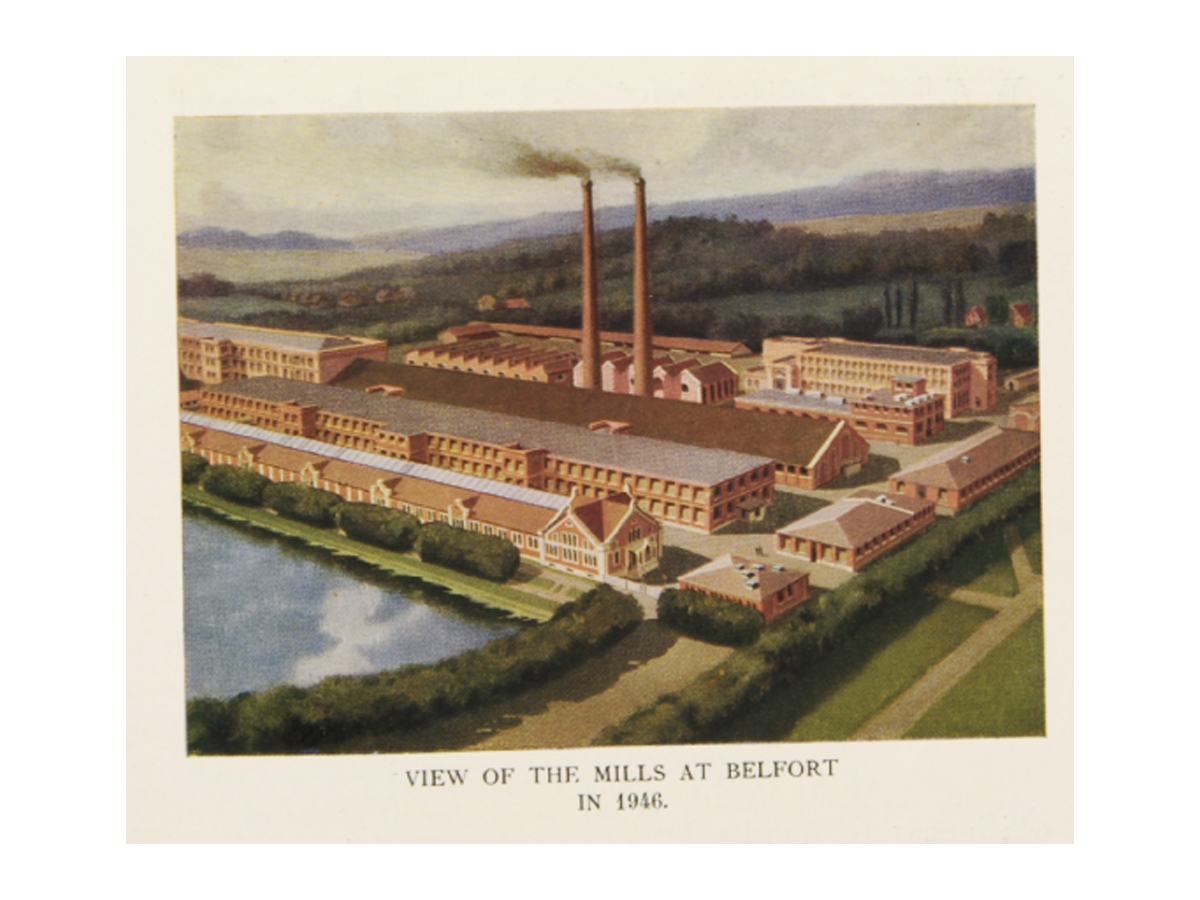
Фабрика DMC у Белфорті 1946 р.

## Сучасність
В 1920 роках головний офіс компанії DMC переїхав до США (Нью-Йорк).
Наразі компанія має більше ніж 100 субагентів та дистриб'юторів у 130 країнах світу. Фабрика в місті Мюлуз припинила свою діяльність. Зараз в одному з приміщень функціонує виставкова зала і майстерні художників. За сучасних умов, компанія DMC є провідною компанією з виробництва муліне, інших ниток та тканин для рукоділля.
18 лютого 2009 року Паризький комерційний суд оголосив про судову ліквідацію старої компанії. Акції DMC були виведені з лістингу Euronext. У 2011 році план продажу діяльності з виробництва вишивальних ниток був оскаржений подачею скарги на шахрайство в грудневому судовому рішенні 2008 року. У червні 2016 року британський інвестиційний фонд BlueGem Capital Partners оголосив про намір придбати 100% капіталу DMC. Викуп був здійснений у вересні 2016 року. У лютому 2019 р. компанія DMC була придбана британським інвестиційним фондом Lion Capital.

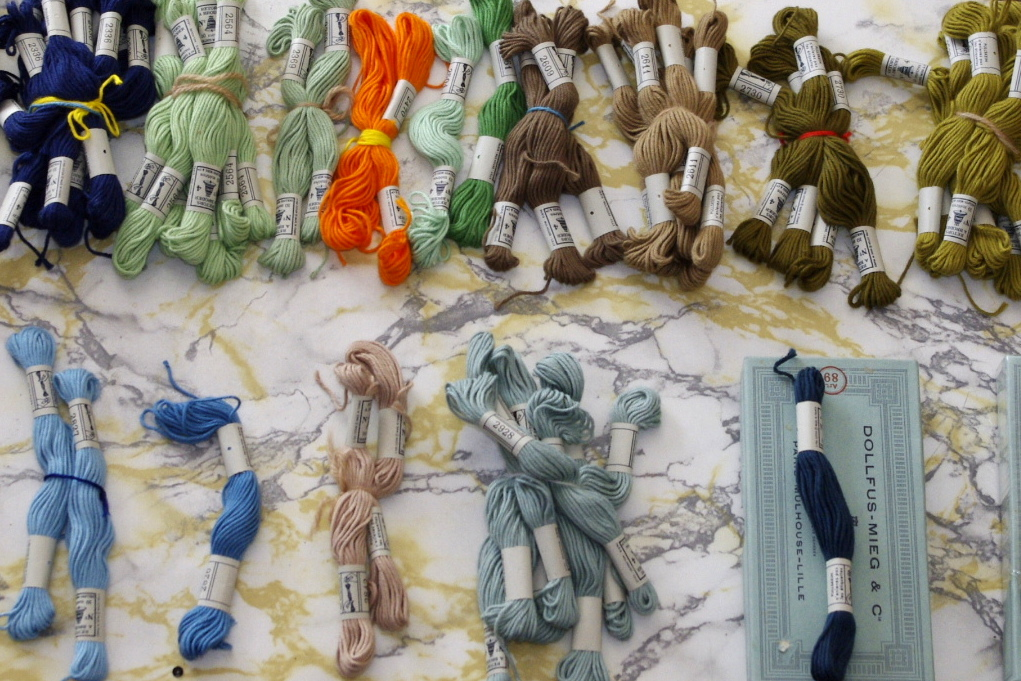
Муліне DMC

## Додаткові посилання
- Офіційний сайт www.dmc.fr (fr)
- Індустріальна революція, м. Мулюз www.crdp-strasbourg.fr (fr) [Архівовано 14 травня 2014 у Wayback Machine.]